# Müggenburger Zollhafen

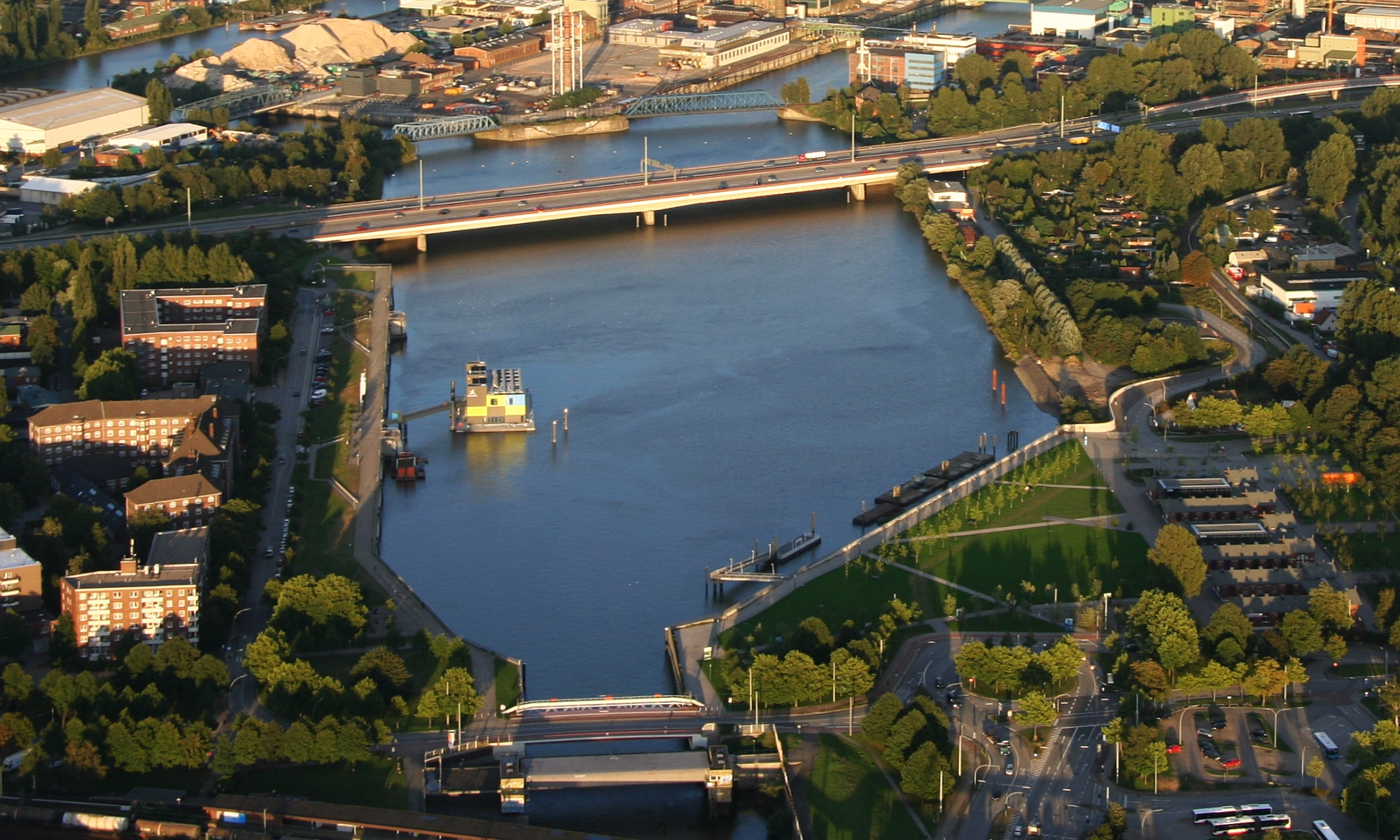
Luftbild, Blick in Richtung Osten (2010)

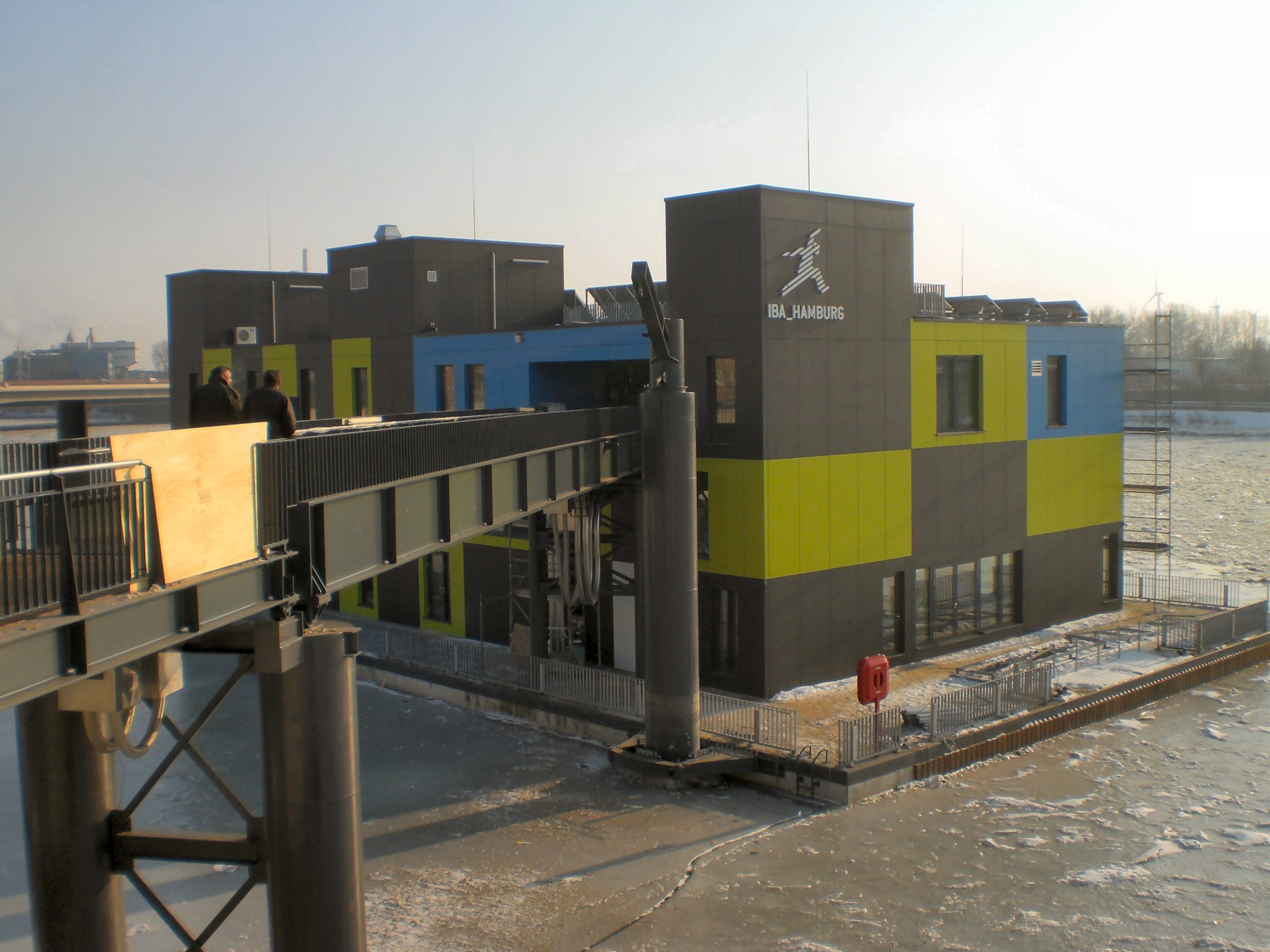
IBA DOCK

Der Müggenburger Zollhafen ist ein Hafenbecken in Hamburg-Veddel. Er ist benannt nach dem ehemaligen Raubschloss Müggenburg, das südlich davon lag und 1354 zerstört wurde.
Das Hafenbecken hat eine Ausdehnung von 500 Meter in west-östlicher und 210 Meter in nord-südlicher Richtung und hat eine Fläche von 16 ha.
Westlich führt die Müggenburger Durchfahrt unter der Wilhelmsburger Brücke zum Spreehafen und damit zum Reiherstieg und der Elbe. Östlich schließen sich der Müggenburger Kanal und der Peutekanal an, der in die Norderelbe mündet.
Im östlichen Teil des Hafens wird er von der Bundesautobahn 255 mit der Müggenburger Zollhafenbrücke überquert. Südwestlich des Hafens befindet sich die BallinStadt mit dem Ballinpark und dem Anleger Ballinstadt. Im Norden liegt im Hafenbecken das IBA-Dock, ein anlässlich der IBA Hamburg errichteter Beton-Ponton mit Deutschlands größtem schwimmenden Bürogebäude.